# Inga Lindström: Wind über den Schären
Wind über den Schären ist ein deutscher Fernsehfilm von Michael Steinke aus dem Jahr 2003. Er ist Bestandteil des ZDF-Herzkino-Sonntagsfilms und der dritte Film der Inga-Lindström-Reihe nach der gleichnamigen Erzählung von Christiane Sadlo. Die Hauptrollen sind mit Valerie Niehaus, Dirk Mierau und Alexander Lutz besetzt.

## Handlung
Hanna und Erik Bellmann wollen Abstand gewinnen, weil sie ein schwerer Schicksalsschlag getroffen hat. Deshalb planen sie, ein Jahr lang mit dem Segelboot unterwegs zu sein. Als Hanna ihre Sachen gepackt hat und sich auf den Weg zum Hafen machen will, rempelt sie am Taxistand ein attraktiver Mann an. Sie misst dem Geschehen keine Bedeutung zu. Unterwegs in den Schären beobachten sie einen Jungen in einem Boot, der einen großen Fisch an der Angel haben muss. Als er deswegen ins Wasser fällt, will Hanna ihn sofort retten. Da er einerseits schwimmen und andererseits den Fisch nicht verlieren will, wehrt er sich. Doch Hanna bringt ihn an Land. Dort trifft sie den Mann aus Stockholm wieder, denn es ist Niclas, der Vater vom Jungen Pelle, den sie gerade gerettet hat. Irgendetwas an dem Mann fasziniert sie. Wieder zurück auf dem Segelboot müssen sie feststellen, dass der Motor Probleme macht. Sie laufen deshalb den nächsten Hafen in Frederiksberg an, wo es eine Werft hat. Der Besitzer der Werft, Jan Olsson, muss ihnen mitteilen, dass es leider einige Tage braucht, um die Ersatzteile zu besorgen. Er bringt sie deshalb im Hotel seiner Noch-Frau Lotta unter, die heute ihren Geburtstag feiert. Da er wieder mal nicht eingeladen wurde, ist es für ihn ein guter Grund, um trotzdem dort aufzukreuzen. Ihre Tochter Siv, die ein Taxiboot betreibt ist auch da. Zudem kommt Niclas mit Pelle auch. Die beiden haben gerade Streit, weil Niclas nach Stockholm umziehen will, Pelle dies aber gar nicht passt. Hanna ist erstaunt, als sie Niclas bereits zum dritten Mal antrifft, sieht aber auch, dass er ein sehr freundschaftliches Verhältnis zu Siv hat.
Erik erhält dauernd Anrufe von einer Elsa, seiner Frau gegenüber behauptet er, sie sei am Gericht angestellt und hätte noch Fragen. In Wahrheit ist sie aber sein Verhältnis gewesen und will nicht einsehen, dass es vorbei ist. Erik ist sich selbst auch nicht mehr sicher. Er macht sich aber immer noch Vorwürfe, weil er bei der Fehlgeburt seiner Frau bei Elsa und nicht bei ihr war. Als Hanna am nächsten Tag Einkäufe macht, sieht sie Niclas, der gerade dabei ist, einen Käufer für seine Arztpraxis und sein Haus zu suchen. Sie machen zusammen einen Ausflug, dabei erfährt Hanna, weshalb er nach Stockholm will. Er meint, er sei schuld am Tod seiner Frau vor zwei Jahren, weil er ihr nicht helfen konnte, als sie einen Aortenriss hatte. Hanna findet auch sofort einen guten Draht zu Pelle, als sie ihm hilft, seinen neuen Lenkdrachen zusammenzubauen und auszuprobieren. Später kommt noch Siv dazu, sie sieht in Hanna eine Konkurrentin, weil sie Niclas für sich will.
Elsa ist nach Frederiksberg gekommen und redet auf Erik ein, er soll doch endlich seine Frau verlassen. Am Abend im Hotel sprechen Erik und Hanna über ihre Zukunft, irgendwie merken sie, dass es wirklich nicht mehr stimmt. Hanna will Niclas anrufen, legt aber wieder auf. Sie geht zu ihm nach Hause, an der Türe stoßen sie fast zusammen, denn er wollte gerade auch zu ihr. Sie verbringen die Nacht zusammen. Am nächsten Morgen taucht Siv bei Niclas auf und eröffnet ihm, dass sie ihr Geschäft verkaufen und mit ihm nach Stockholm gehen will. Sie gesteht ihm ihre Liebe, die er aber nicht erwidern will. Als Niclas Pelle wecken will, muss er feststellen, dass er abgehauen ist. Hanna trifft Pelle auf dem Weg ins Hotel an und spricht mit ihm. Daraufhin geht er zurück zu seinem Vater. Im Hotel erfährt Hanna, dass Erik ihr zuliebe auf eine höhere Stelle am Gericht verzichtet hat, um die Reise machen zu können. Sie ist hin- und hergerissen von ihren Gefühlen, bei einem Gespräch mit Jan sagt er ihr, sie solle das tun, was ihr Herz ihr sagt. Sie trifft sich wieder mit Niclas und will Schluss machen, weil sie sich Erik verpflichtet fühlt.
Lotta redet auf Siv ein, weil sie das Gefühl hat, dass sie einen Fehler macht. Siv wirft ihrer Mutter vor, sie solle zuerst mal ihre Beziehung mit ihrem Vater in Ordnung bringen und sich nicht einmischen. Nach einem weiteren Gespräch mit Erik gibt Elsa enttäuscht auf und will nach Hause gehen. Sie will ihm noch einen Abschiedsbrief auf das Schiff legen, als sie sich nochmals über den Weg laufen. Pelle hat seinen Drachen absichtlich kaputt gemacht und hofft damit, dass Hanna bleibt und ihm hilft, ihn zu reparieren. Der Schiffsmotor ist nun wieder in Ordnung und Erik und Hanna packen ihre Sachen. Am Hafen trifft Hanna auf Jan, der sich herausgeputzt hat, weil er sich bei seiner Frau entschuldigen will. Lotta taucht auf, weil sie das Gleiche vorhatte. Da bricht Jan zusammen, Hanna rennt sofort zu Niclas um Hilfe zu holen. Er will zunächst nicht, aber Hanna kann ihn überzeugen, dass er als Arzt helfen muss. Jan hatte einen Infarkt und als Niclas bei ihm eintrifft bleibt sein Herz stehen. Er kann ihn erfolgreich wiederbeleben und der Krankenwagen bringt Jan ins Krankenhaus.
Siv kommt auch ins Krankenhaus und merkt, dass sie Niclas endgültig verloren hat. Hanna spricht nochmal mit Niclas und macht ihm klar, dass seine Berufung Arzt ist und die Arbeit in Stockholm nur eine Flucht war. Sie selbst kann sich aber nicht für ihn entscheiden und hält an ihrem Plan fest. Auch Jan redet nochmals auf sie ein, aber ihr Entschluss steht fest. Als sie mit dem Boot bei Niclas Haus vorbeikommen, merkt Hanna endlich, dass sie einen Fehler macht und nicht mehr davonlaufen will. Sie erklärt Erik, dass sie ihn nicht mehr liebt, springt ins Wasser und schwimmt zu Niclas an Land.

## Hintergrund
Wind über den Schären wurde im Jahr 2003 unter dem Arbeitstitel Zeit der Gefühle. Der Wind über den Schären an Schauplätzen in Schweden gedreht. Produziert wurde der Film von der Bavaria Fiction GmbH.

## Rezeption

### Einschaltquote
Die Erstausstrahlung am 7. März 2004 im ZDF wurde von 5,93 Millionen Zuschauern gesehen, was einem Marktanteil von 17,4 % entspricht.

### Kritiken
Die Kritiker der Fernsehzeitschrift TV Spielfilm zeigten mit dem Daumen nach unten und fassten den Film mit den Worten „Au weia, hier geht’s aber ans Eingemachte“ kurz zusammen.